# Clay, Kentucky
Clay är en ort i Webster County, Kentucky, USA. Clay har fått sitt namn efter politikern Henry Clay.